# Rosalía Gómez Lasheras
Rosalía Gómez Lasheras là nữ nghệ sĩ dương cầm người Tây Ban Nha, thường được nhắc đến như là một tài năng trẻ xuất sắc, đã được nhiều giải thưởng biểu diễn dương cầm tại các cuộc thi ở Tây Ban Nha cũng như nhiều cuộc thi Quốc tế.

## Tiểu sử
Rosalía sinh năm 1994, tại Santiago de Compostela thuộc La Coruña, Tây Ban Nha.
- Rosalía bắt đầu học dương cầm lúc 5 tuổi với thày dạy đầu tiên là Alexander Gold và María José Cerviño. Lúc 17 tuổi, Rosalía đã giành được Giải thưởng đặc biệt của Konservatorium Santiago (nhạc viện Santiago) là nơi cô đã tốt nghiệp loại xuất sắc vào năm 2011.[2] Cùng năm đó, cô chuyển đến Hà Lan để học tập và nghiên cứu cao hơn về âm nhạc tại Konservatorium Utrecht (nhạc viện Utrecht) với giáo sư người Mỹ Alan Weiss, Bruno Canino, Julian Martin, Dominique Weber, Imre Rohmann, Lilya Zilberstein, Claudio Martínez Menher, Fou Ts’ong, Galina Egyptarzarova, Dimitri Bashkirov và Elisabeth Leonskaja.[1][2]
- Năm 2013, Rosalía giành giải Nhất trong cuộc thi của Young Pianist Foundation biểu diễn Bản hòa tấu piano số 2 của Chopin, cùng với 'Giải thưởng Người đoạt giải' và Phần trình diễn xuất sắc nhất của các bản Sonata cổ điển, Schumann và Nhạc hiện đại. Sau đó, cô đã trình diễn lại tại Concertgebouw ở Amsterdam của Hà Lan.[4]
- Khoảng cuối năm 2015, Rosalía đến sống ở Basle và học thạc sĩ âm nhạc dưới sự dẫn dắt của giáo sư Claudio Martinez Mehner.[2][3] Giáo sư Alan Weiss nhận xét rằng: "Cô ấy chắc chắn nằm trong số những nghệ sĩ trẻ có năng khiếu nhất mà tôi đã có vinh dự được giảng dạy trong suốt sự nghiệp của mình".[1]
- Rosalía đã tham gia các lớp học thạc sĩ với các nghệ sĩ dương cầm nổi tiếng như giáo sư Claudio Martínez Mehner ở Basel Musik Akademie (Thụy Sĩ), Jerome Rose, Menahem Pressler, Dimitri Bashkirov, Andras Schiff và Elisabeth Leonskaja.[2][3]
- Sự nghiệp biểu diễn của Rosalía bắt đầu vào năm 2011 (lúc 17 tuổi), sau nhiều giải thưởng danh giá trong nước và ngoài nước.[3] Ngoài Tây Ban Nha, Rosalía đã được mời đi lưu diễn ở Bồ Đào Nha, Nga, Hà Lan, Áo, Bỉ, Ai Cập và Hoa Kỳ. Cô còn được mời tham dự các cuộc liên hoan âm nhạc Quốc tế như liên hoan của Sommerakademie Mozarteum (học viện Mozart mùa hè) ở Salzburg, liên hoan Âm nhạc Schleswig-Holstein và liên hoan Moscow Meets Friends (Moskva gặp gỡ bạn bè), liên hoan âm nhạc thính phòng quốc tế "Joaquin Turina" (Seville), liên hoan Storioni (Eindhoven) và "Janine Jansen với những người bạn" (Utrecht), liên hoan và Viện dương cầm Quốc tế ở New York..[1][2]

## Giải thưởng
- Giải Chopin tại Cuộc thi Piano lần thứ VII Alto Minho ở Bồ Đào Nha (năm 2010)
- Giải nhất cuộc thi Piano Infanta Cristina lần thứ XVI ở Tây Ban Nha (Madrid 2012).[5]
- Giải nhất cuộc thi Circle de Primavera lần thứ XV ở Tây Ban Nha (Barcelona 2012).
- Giải nhất tại Tổ chức nghệ sĩ dương cầm trẻ (YPF) - Competition ở Amsterdam (năm 2013) với nhạc phẩm Concierto para piano n.º 2 của Chopin với dàn nhạc thính phòng Concertgebouw Amsterdam.[6]
- Giải trình diễn xuất sắc nhất thể loại Sonata của Schumann và Nhạc hiện đại ở Amsterdam (2013).[4]
- Năm 2014, tờ báo El Correo Gallego đã trao cho cô danh hiệu Gallega del Año (người Galicia của năm).[3][7]